# Felipe Miñambres
Felipe Miñambres Fernández (ur. 29 kwietnia 1965 w Astordze), piłkarz hiszpański, grający na pozycji ofensywnego pomocnika.

## Kariera klubowa
Karierę piłkarską Miñambres rozpoczął w klubie Zamora CF i był jego zawodnikiem do 1985 roku. Wtedy też przeniósł się do Sportingu Gijón i zaczął występować w Segunda División. W sezonie 1986/1987 awansował ze Sportingiem do Primera División, a tam zadebiutował 26 marca 1988 w wygranym 2:0 spotkaniu z Atlético Madryt. Na koniec sezonu zajął z klubem z Gijón 9. miejsce w La Liga, a w sezonie 1988/1989 stał się podstawowym zawodnikiem zespołu i zdobył 9 bramek w sezonie stając się drugim najlepszym strzelcem drużyny.
Latem 1989 Felipe przeszedł do CD Tenerife, a swoje pierwsze spotkanie dla tego klubu rozegrał 3 września - Tenerife przegrało w nim 0:1 z Sevillą. W sezonie 1989/1990 pomógł zespołowi w utrzymaniu się w Primera División. W kolejnych Tenerife zajmowało miejsca w środku tabeli, a duży sukces osiągnęło w 1993 roku, kiedy zajęło 5. miejsce. W sezonie 1993/1994 Miñambres wystąpił w Pucharze UEFA i wraz z partnerami dotarł do 1/8 finału. W tej fazie rozgrywek Tenerife spotkało się z Juventusem Turyn i przegrało 2:4 w dwumeczu. W sezonie 1995/1996 znów zajął ze swoim klubem 5. miejsce w lidze, gwarantujące start w Pucharze UEFA. W zespole z Estadio Heliodoro Rodríguez López był jedną z wiodących postaci obok Juana Antonio Pizziego, Juanele, Czecha Pavla Hapala czy Serba Slavišy Jokanovicia. W pucharze UEFA zespół dotarł jeszcze dalej niż 3 lata wcześniej. Odpadł dopiero w półfinale rozgrywek przegrywając 0:2 po dogrywce w drugim spotkaniu z FC Schalke 04 (w pierwszym spotkaniu Tenerife wygrało 1:0). W Tenerife Miñambres grał do 1999 roku i wtedy też zakończył piłkarską karierę. Rozegrał dla tego klubu 309 ligowych meczów i zdobył 33 gole.
| Sezon   | Klub           | Kraj      | Rozgrywki        | Mecze | Bramki |
| ------- | -------------- | --------- | ---------------- | ----- | ------ |
| 1985/86 | Sporting Gijón | Hiszpania | Segunda División | ?     | ?      |
| 1986/87 | Sporting Gijón | Hiszpania | Segunda División | ?     | ?      |
| 1987/88 | Sporting Gijón | Hiszpania | Primera División | 6     | 0      |
| 1988/89 | Sporting Gijón | Hiszpania | Primera División | 32    | 9      |
| 1989/90 | CD Tenerife    | Hiszpania | Primera División | 29    | 2      |
| 1990/91 | CD Tenerife    | Hiszpania | Primera División | 31    | 5      |
| 1991/92 | CD Tenerife    | Hiszpania | Primera División | 34    | 5      |
| 1992/93 | CD Tenerife    | Hiszpania | Primera División | 37    | 4      |
| 1993/94 | CD Tenerife    | Hiszpania | Primera División | 32    | 4      |
| 1994/95 | CD Tenerife    | Hiszpania | Primera División | 30    | 3      |
| 1995/96 | CD Tenerife    | Hiszpania | Primera División | 35    | 2      |
| 1996/97 | CD Tenerife    | Hiszpania | Primera División | 32    | 7      |
| 1997/98 | CD Tenerife    | Hiszpania | Primera División | 29    | 1      |
| 1998/99 | CD Tenerife    | Hiszpania | Primera División | 20    | 0      |

## Kariera reprezentacyjna
W reprezentacji Hiszpanii Miñambres zadebiutował 13 grudnia 1989 roku w wygranym 2:1 towarzyskim spotkaniu ze Szwajcarią. W 1994 roku został powołany przez Javiera Clemente do kadry na Mistrzostwa Świata w USA. Tam wystąpił w dwóch spotkaniach grupowych: zremisowanym 2:2 z Koreą Południową i wygranym 3:1 z Boliwią, które było jego ostatnim w reprezentacji. W kadrze narodowej wystąpił łącznie w 6 spotkaniach i zdobył w nich 2 gole.

## Kariera trenerska
Po zakończeniu kariery piłkarskiej Felipe został trenerem. Szkolił takie zespoły jak CD Tenerife (1999–2000), Hércules CF (2002–2003), UD Salamanca (2003–2005), Alicante CF (2005–2006) i UE Lleida (2006–2007). W 2010 roku był trenerem Rayo Vallecano.